# HRT International
HRT International (kraće HRT Int., prije Peti program Hrvatske radiotelevizije ili HTV 5) je peti televizijski program Hrvatske radiotelevizije koji je s prikazivanjem počeo 1. siječnja 2018. godine, a namijenjen Hrvatimama izvan Republike Hrvatske te međunarodnoj javnosti. Pristup satelitskom i kabelskom signalu moguć je u Europi, Sjevernoj Americi, Australiji i na Novome Zelandu, a prikazuju se specijalizirani sadržaji namijenjeni hrvatskim iseljenicima i međunarodnoj javnosti, odabir sadržaja četiriju HRT-ovih nacionalnih televizijskih programa te izbor iz arhivskoga materijala Hrvatske radiotelevizije.
Od 1. siječnja 2019. godine kanal HRT 5 mijenja naziv u HRT International.

## Program
Među sadržajima namijenjenima Hrvatima izvan Republike Hrvatske i međunarodnoj javnosti bit će televizijske vijesti na engleskome, njemačkome i španjolskome jeziku te dokumentarne serije "Otkrivamo Hrvatsku" i "Hrvatska, moj izbor" u kojima je portretirana sudbina iseljenih Hrvata, povratnika i stranaca u Republici Hrvatskoj. Na rasporedu će biti i dokumentarni sadržaji koji prate povijesne veze između Republike Hrvatske i svijeta i bilježe vrijednost hrvatske kulturne baštine te specijalizirana emisija za hrvatske manjine i iseljeništvo, odnosno hrvatski narod u Bosni i Hercegovini.
HRT International će spomenute sadržaje ponuditi i na engleskome, njemačkome i španjolskome jeziku kako bi se Republiku Hrvatsku u svjetskim razmjerima učinilo bliskom ne samo mlađim naraštajima hrvatskih iseljenika, nego i strancima. Osmosatni program, koji će sadržavati približno devedeset minuta specijaliziranih sadržaja na dan, emitirat će se još dvaput dnevno kako bi se pokrile sve vremenske zone i područja sa znatnim brojem hrvatskih iseljenika.
Pokretanjem novoga programa ispunjava se obveza Hrvatske radiotelevizije koja proizlazi iz Ugovora između Hrvatske radiotelevizije i Vlade Republike Hrvatske prema kojoj javni medijski servis ima zadaću što bolje informirati Hrvate diljem svijeta i međunarodnu javnost kako bi se promicale hrvatske kulturne, tradicijske, prirodne, turističke i brojne druge posebnosti. Uspostavom toga programa, čiji će sadržaji biti dostupni i s pomoću multimedijske usluge HRTi (ali ne i drugih hrvatskih digitalnih televizija ili telekomunikacijskih operatera), Hrvatska radiotelevizija uključuje se i u trend članica Europske radiodifuzijske unije (engl. European Broadcasting Union), koje emitiraju satelitski televizijski program.
Emisija HRT International davala je podatke o hrvatskoj povijesti, kulturi i naslijeđu te vijesti i zabavne programe koji zanimaju Hrvate u inozemstvu. 
Međunarodni televizijski programski kanal Hrvatske radiotelevizije može se pratiti u Europi putem satelita:
Eutelsat 16A (orbitalna pozicija 16 stupnjeva istočno)
- frekvencija  11.637 MHz (transponder D10)
- polarizacija V (vertikalna)
- FEC 2/3
- Symbol rate 30 000k Baud
- standard satelitskoga emitiranja DVB-S2
- modulacija 8PSK
- vrsta kodiranja MPEG-4
- besplatna dostupnost (eng. free to air).

Emitiranje programa putem satelita u Sjevernoj Americi (Galaxy 19) i Australiji te na Novome Zelandu (Optus D2) ugašeno je 31. siječnja 2023.

## Vanjske poveznice
- Službene stranice Hrvatske radiotelevizije